# Jörg Teichgraeber

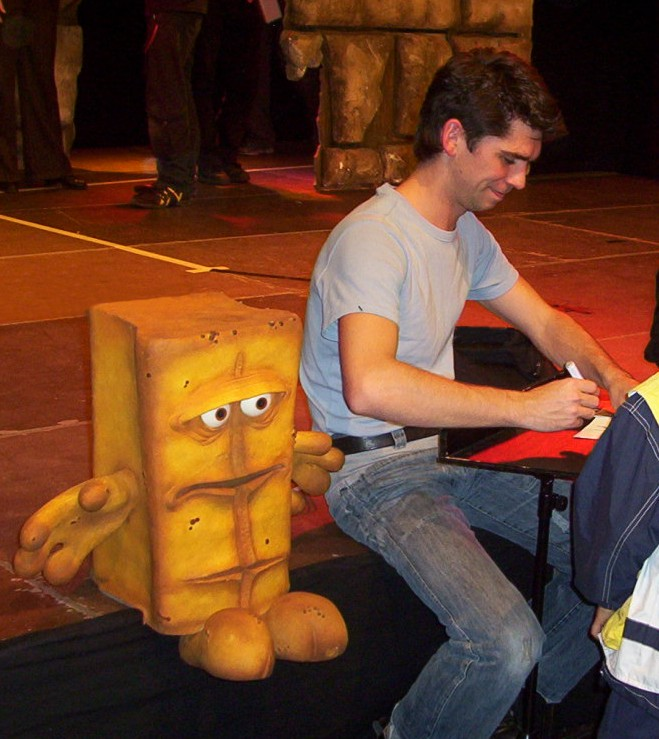
Jörg Teichgraeber (2004)

Jörg Teichgraeber (* 1974 in Stuttgart) ist ein deutscher Puppenspieler, Figurenbauer, Synchronsprecher und Schauspieler.

## Leben
Nach dem Abitur studierte Jörg Teichgraeber an der Hochschule für Schauspielkunst „Ernst Busch“ Berlin. Im Jahr 2002 schloss er sein Studium mit dem Diplom-Abschluss als Darstellender Künstler/Puppenspieler ab und wurde Mitbegründer der Compagnie Auf der Strasse der Choreographin und Regisseurin Ada Auf der Strasse.
Er war als Gast am Deutschen Theater Berlin, am Theater am Turm in Frankfurt am Main und der Schaubühne am Lehniner Platz als Puppenspieler engagiert. Teichgraeber ist seit der ersten Sendung im KI.KA Sprecher und Spieler der Figur Bernd das Brot.
Im Jahr 2006 zog er nach Schweden.